# 申格爾勞區
50°40′48″N 53°55′12″E / 50.68000°N 53.92000°E

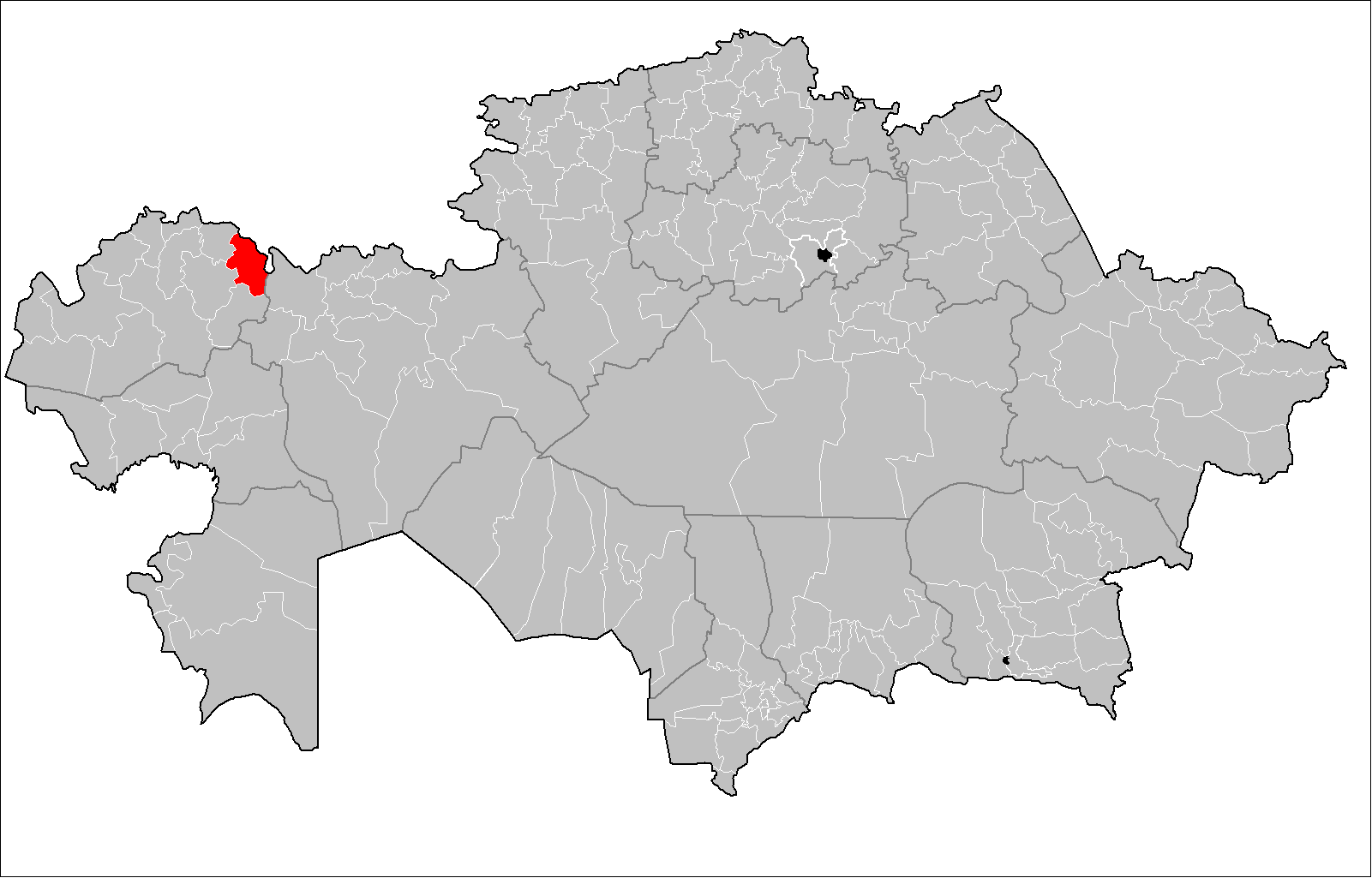

申格爾勞區是哈薩克斯坦的行政區，位於該國西北部，由西哈薩克斯坦州負責管轄，首府設於申格爾勞，面積7,200平方公里，2019年人口14,744。